# Ral·li de Suècia
El Ral·li de Suècia, oficialment en anglès Rally Sweden o Swedish Rally (en suec: Svenska rallyt), és una prova del Mundial de Ral·lis, habitualment la única sobre neu.
Es disputa des de 1950 i només s'ha deixat de convocar en quatre ocasions: el 1974 per la crisi del petroli, el 1990 per les condicions climatològiques, el 2009 pel sistema rotatori del campionat Mundial de Ral·lis i el 2021 per l'augment de casos de la pandèmia de la covid-19.
Actualment, des del 2022, el ral·li es disputa a l'entorn de la localitat d'Umea, on s'hi traslladà des de l'anterior seu, Torsby, amb la clara voluntat de garantir la presència de neu als seus trams, ja que la nova seu es troba uns 800 km. més cap al nord del país.
El pilot amb major número de victòries és amb 7 Stig Blomqvist, seguit amb 5 victòries tant per Marcus Grönholm com per Björn Waldegård.

## Característiques

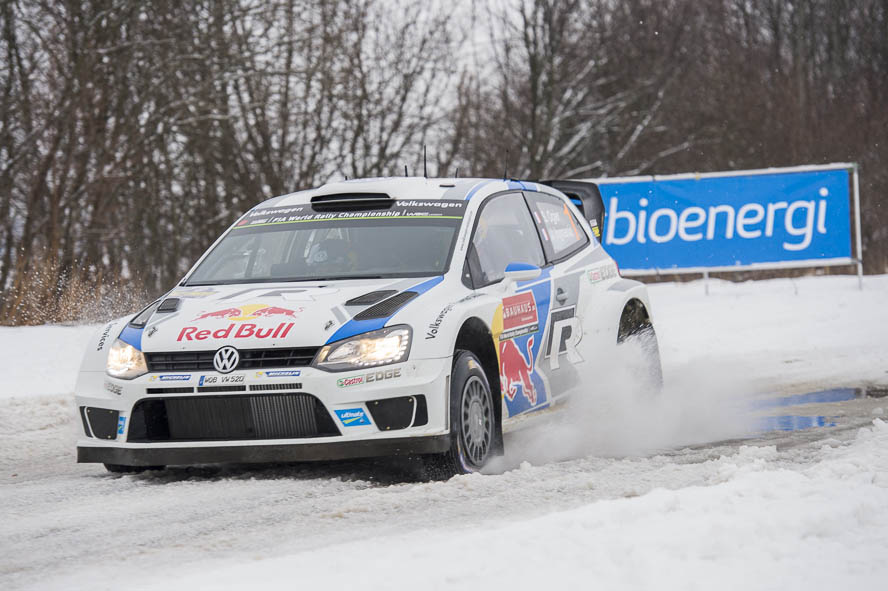
Sébastien Ogier amb el VolksWagen Polo a l'edició del 2014

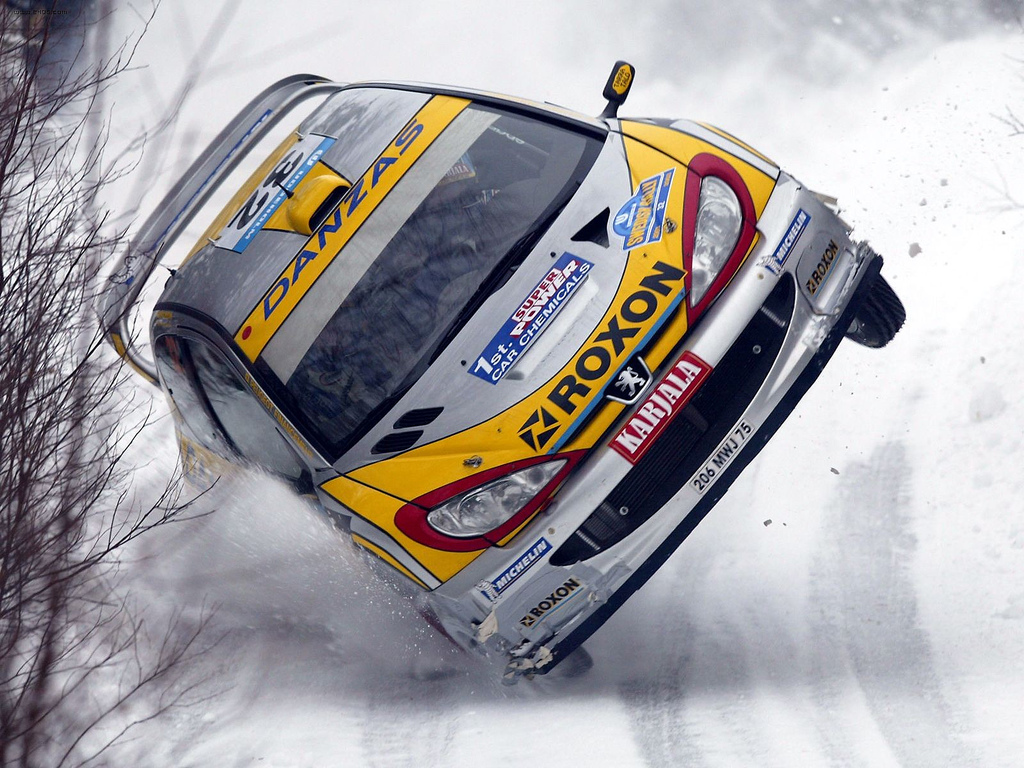
La patinada de Juuso Pykälistö (Peugeot 206 WRC) a l'edició del 2003

Habitualment, excepte quan es disputà el Ral·li de Noruega, el de Suècia és l'únic ral·li del Mundial que es disputa sobre neu. A banda del fred (les temperatures a certes etapes arriben a -27 °C), les dificultats que ocasiona aquesta superfície són el tret més característic de la prova. Cal dir que, malgrat la falta d'adherència sobre el gel i els trams coberts de neu, les velocitats que s'hi assoleixen són molt altes gràcies als bancs de neu que fan servir els pilots per a recolzar-s'hi i els pneumàtics de claus que s'hi empren (més estrets que els convencionals i amb claus, com la sola d'una sabatilla de futbol). Tot i així, hi ha el perill que si es toca un banc de neu a la velocitat equivocada se surti de la pista i es perdi així molt de temps.
El traçat de la prova sol realitzar-se per camins forestals, similars als del Ral·li de Finlàndia, replets de neu, amb suaus ondulacions i relativament estrets. En moltes ocasions, camions llevaneus s'encarreguen d'obrir les carreteres deixant el camí voltejat de murs de neu.
Al recorregut hi ha també algunes seccions de pista de terra descoberta, ja sigui per manca de neu o per la passada de diversos vehicles, la qual pot arrencar els claus dels pneumàtics i provocar així falta d'adherència en tornar a les pistes nevades.
Cal destacara que fins a l'edició de 2004 no el guanyà cap pilot no nòrdic, aconseguint tal fita el francès Sèbastien Loeb amb un Citroën Xsara WRC.

## Guanyadors
A 26 de febrer de 2025
| Any  | Edició                          | Pilot                           | Copilot                         | Cotxe                           | Camp.                           | Ref.   |
| ---- | ------------------------------- | ------------------------------- | ------------------------------- | ------------------------------- | ------------------------------- | ------ |
| 1950 | 1st Swedish Rally               | Per-Fredrik Cederbaum           | Bertil Sohlberg                 | BMW 327                         |                                 |        |
| 1951 | 2nd Swedish Rally               | Gunnar Bengtsson                | Sven Zetterberg                 | Talbot lago                     |                                 |        |
| 1952 | 3rd Swedish Rally               | Olle Persson                    | Olof Norrby                     | Porsche                         |                                 |        |
| 1953 | 4th Swedish Rally               | Sture Nottorp                   | Bengt Jonsson                   | Porsche 356                     | ERC                             |        |
| 1954 | 5th Swedish Rally               | Carl-Gunnar Hammarlund          | Erik Pettersson                 | Porsche 356                     | ERC                             |        |
| 1955 | 6th Swedish Rally               | Allan Borgefors                 | Åke Gustavsson                  | Porsche 356                     |                                 |        |
| 1956 | 7th Swedish Rally               | Harry Bengtsson                 | Åke Righard                     | Volkswagen 1200                 |                                 |        |
| 1957 | 8th Swedish Rally               | Ture Jansson                    | Lennard Jansson                 | Volvo PV 544                    |                                 |        |
| 1958 | 9th Swedish Rally               | Gunnar Andersson                | Niels Peder Elleman-Jacobsen    | Volvo PV 544                    |                                 |        |
| 1959 | 10th Swedish Rally              | Erik Carlsson                   | Mario Pavoni                    | Saab 93                         |                                 |        |
| 1960 | 11th Swedish Rally              | Carl-Magnus Skogh               | Rolf Skogh                      | Saab 96                         |                                 |        |
| 1961 | 12th Swedish Rally              | Carl-Magnus Skogh               | Rolf Skogh                      | Saab 96                         |                                 |        |
| 1962 | 13th Swedish Rally              | Bengt Söderström                | Rune Olsson                     | BMC                             |                                 |        |
| 1963 | 14th Swedish Rally              | Berndt Jansson                  | Eric Pettersson                 | Porsche Carrera S90             |                                 |        |
| 1964 | 15th Swedish Rally              | Tom Trana                       | Gunnar Thermaenius              | Volvo PV 544                    |                                 |        |
| 1965 | 16th Swedish Rally              | Tom Trana                       | Gunnar Thermaenius              | Volvo PV 544                    |                                 |        |
| 1966 | 17th Swedish Rally              | Åke Andersson                   | Sven-Olof Svedberg              | Saab 96 Sport                   |                                 |        |
| 1967 | 18th Swedish Rally              | Bengt Söderström                | Gunnar Palm                     | Ford Cortina Lotus              |                                 |        |
| 1968 | 19th Swedish Rally              | Björn Waldegård                 | Lars Helmér                     | Porsche 911 T                   |                                 |        |
| 1969 | 20th Swedish Rally              | Björn Waldegård                 | Lars Helmér                     | Porsche 911 L                   |                                 |        |
| 1970 | 21st Swedish Rally              | Björn Waldegård                 | Lars Helmér                     | Porsche 911 S                   | IMC                             |        |
| 1971 | 22nd Swedish Rally              | Stig Blomqvist                  | Hans Sylván                     | Saab 96                         | IMC                             |        |
| 1972 | 23rd Swedish Rally              | Stig Blomqvist                  | Hans Sylván                     | Saab 96                         | IMC                             |        |
| 1973 | 24th Swedish Rally              | Stig Blomqvist                  | Hans Sylván                     | Saab 96                         | WRC                             |        |
| 1974 | Cancel·lat (Crisi del petroli)  | Cancel·lat (Crisi del petroli)  | Cancel·lat (Crisi del petroli)  | Cancel·lat (Crisi del petroli)  | Cancel·lat (Crisi del petroli)  |        |
| 1975 | 25th Swedish Rally              | Björn Waldegård                 | Hans Thorszelius                | Lancia Stratos                  | WRC                             |        |
| 1976 | 26th Swedish Rally              | Per Eklund                      | Björn Cederberg                 | Saab 96                         | WRC                             |        |
| 1977 | 27th Swedish Rally              | Stig Blomqvist                  | Hans Sylván                     | Saab 96                         | WRC                             |        |
| 1978 | 28th Swedish Rally              | Björn Waldegård                 | Hans Thorszelius                | Ford Escort RS 1800             | WRC                             |        |
| 1979 | 29th Swedish Rally              | Stig Blomqvist                  | Björn Cederberg                 | Saab 99 Turbo                   | WRC                             |        |
| 1980 | 30th Swedish Rally              | Anders Kulläng                  | Bruno Berglund                  | Opel Ascona 400                 | WRC                             |        |
| 1981 | 31st Swedish Rally              | Hannu Mikkola                   | Arne Hertz                      | Audi Quattro                    | WRC                             |        |
| 1982 | 32nd Swedish Rally              | Stig Blomqvist                  | Björn Cederberg                 | Audi Quattro                    | WRC                             |        |
| 1983 | 33rd Swedish Rally              | Hannu Mikkola                   | Arne Hertz                      | Audi Quattro A1                 | WRC                             |        |
| 1984 | 34th Swedish Rally              | Stig Blomqvist                  | Björn Cederberg                 | Audi Quattro A2                 | WRC                             |        |
| 1985 | 35th Swedish Rally              | Ari Vatanen                     | Terry Harryman                  | Peugeot 205 Turbo 16 E2         | WRC                             |        |
| 1986 | 36th Swedish Rally              | Juha Kankkunen                  | Juha Piironen                   | Peugeot 205 Turbo 16 E2         | WRC                             |        |
| 1987 | 37th Swedish Rally              | Timo Salonen                    | Seppo Harjanne                  | Mazda 323 4WD                   | WRC                             |        |
| 1988 | 38th Swedish Rally              | Markku Alén                     | Ilkka Kivimäki                  | Lancia Delta HF 4WD             | WRC                             |        |
| 1989 | 39th Swedish Rally              | Ingvar Carlsson                 | Per Carlsson                    | Mazda 323 4WD                   | WRC                             |        |
| 1990 | Suspès (temperatura massa alta) | Suspès (temperatura massa alta) | Suspès (temperatura massa alta) | Suspès (temperatura massa alta) | Suspès (temperatura massa alta) |        |
| 1991 | 40th Swedish Rally              | Kenneth Eriksson                | Staffan Parmander               | Mitsubishi Galant VR-4          | WRC                             |        |
| 1992 | 41st Swedish Rally              | Mats Jonsson                    | Lars Bäckman                    | Toyota Celica Turbo 4WD         | WRC                             |        |
| 1993 | 42nd Swedish Rally              | Mats Jonsson                    | Lars Bäckman                    | Toyota Celica Turbo 4WD         | WRC                             |        |
| 1994 | 43rd Swedish Rally              | Thomas Rådström                 | Lars Bäckman                    | Toyota Celica Turbo 4WD         | C2L                             |        |
| 1995 | 44th Swedish Rally              | Kenneth Eriksson                | Staffan Parmander               | Mitsubishi Lancer Evolution II  | WRC                             |        |
| 1996 | 45th Swedish Rally              | Tommi Mäkinen                   | Seppo Harjanne                  | Mitsubishi Lancer Evolution III | WRC                             |        |
| 1997 | 46th Swedish Rally              | Kenneth Eriksson                | Staffan Parmander               | Subaru Impreza WRC              | WRC                             |        |
| 1998 | 47th Swedish Rally              | Tommi Mäkinen                   | Risto Mannisenmäki              | Mitsubishi Lancer Evolution IV  | WRC                             |        |
| 1999 | 48th Swedish Rally              | Tommi Mäkinen                   | Risto Mannisenmäki              | Mitsubishi Lancer WRC           | WRC                             |        |
| 2000 | 49th Swedish Rally              | Marcus Grönholm                 | Timo Rautiainen                 | Peugeot 206 WRC                 | WRC                             |        |
| 2001 | 50th Swedish Rally              | Harri Rovanperä                 | Risto Pietiläinen               | Peugeot 206 WRC                 | WRC                             |        |
| 2002 | 51st Swedish Rally              | Marcus Grönholm                 | Timo Rautiainen                 | Peugeot 206 WRC                 | WRC                             |        |
| 2003 | 52nd Swedish Rally              | Marcus Grönholm                 | Timo Rautiainen                 | Peugeot 206 WRC                 | WRC                             |        |
| 2004 | 53rd Swedish Rally              | Sébastien Loeb                  | Daniel Elena                    | Citroën Xsara WRC               | WRC                             |        |
| 2005 | 54th Swedish Rally              | Petter Solberg                  | Phil Mills                      | Subaru Impreza WRC              | WRC                             |        |
| 2006 | 55th Swedish Rally              | Marcus Grönholm                 | Timo Rautiainen                 | Ford Focus WRC                  | WRC                             |        |
| 2007 | 56th Swedish Rally              | Marcus Grönholm                 | Timo Rautiainen                 | Ford Focus WRC                  | WRC                             |        |
| 2008 | 57th Swedish Rally              | Jari-Matti Latvala              | Miikka Anttila                  | Ford Focus WRC                  | WRC                             |        |
| 2009 | No disputat                     | No disputat                     | No disputat                     | No disputat                     | No disputat                     |        |
| 2010 | 58th Rally Sweden               | Mikko Hirvonen                  | Jarmo Lehtinen                  | Ford Focus WRC                  | WRC                             |        |
| 2011 | 59th Rally Sweden               | Mikko Hirvonen                  | Jarmo Lehtinen                  | Ford Fiesta RS WRC              | WRC                             |        |
| 2012 | 60th Rally Sweden               | Jari-Matti Latvala              | Mikka Antilla                   | Ford Fiesta RS WRC              | WRC                             |        |
| 2013 | 61st Rally Sweden               | Sébastien Ogier                 | Julien Ingrassia                | Volkswagen Polo R WRC           | WRC                             |        |
| 2014 | 62nd Rally Sweden               | Jari-Matti Latvala              | Mikka Antilla                   | Volkswagen Polo R WRC           | WRC                             |        |
| 2015 | 63rd Rally Sweden               | Sébastien Ogier                 | Julien Ingrassia                | Volkswagen Polo R WRC           | WRC                             |        |
| 2016 | 64th Rally Sweden               | Sébastien Ogier                 | Julien Ingrassia                | Volkswagen Polo R WRC           | WRC                             | [ 4 ]  |
| 2017 | 65th Rally Sweden               | Jari-Matti Latvala              | Mikka Antilla                   | Toyota Yaris WRC                | WRC                             | [ 5 ]  |
| 2018 | 66th Rally Sweden               | Thierry Neuville                | Nicolas Gilsoul                 | Hyundai i20 Coupe WRC           | WRC                             | [ 6 ]  |
| 2019 | 67th Rally Sweden               | Ott Tänak                       | Martin Järveoja                 | Toyota Yaris WRC                | WRC                             | [ 7 ]  |
| 2020 | 68th Rally Sweden               | Elfyn Evans                     | Scott Martin                    | Toyota Yaris WRC                | WRC                             | [ 8 ]  |
| 2021 | No disputat                     | No disputat                     | No disputat                     | No disputat                     | No disputat                     | [ 9 ]  |
| 2022 | 69th Rally Sweden               | Kalle Rovanperä                 | Jonne Halttunen                 | Toyota GR Yaris Rally1          | WRC                             | [ 10 ] |
| 2023 | 70th Rally Sweden               | Ott Tänak                       | Martin Järveoja                 | Ford Puma Rally1                | WRC                             | [ 11 ] |
| 2024 | 71th Rally Sweden               | Esapekka Lappi                  | Janne Ferm                      | Hyundai i20 N WRC Rally1        | WRC                             | [ 12 ] |
| 2025 | 72th Rally Sweden               | Elfyn Evans                     | Scott Martin                    | Toyota GR Yaris Rally1          | WRC                             | [ 13 ] |